# Ttz Bremerhaven

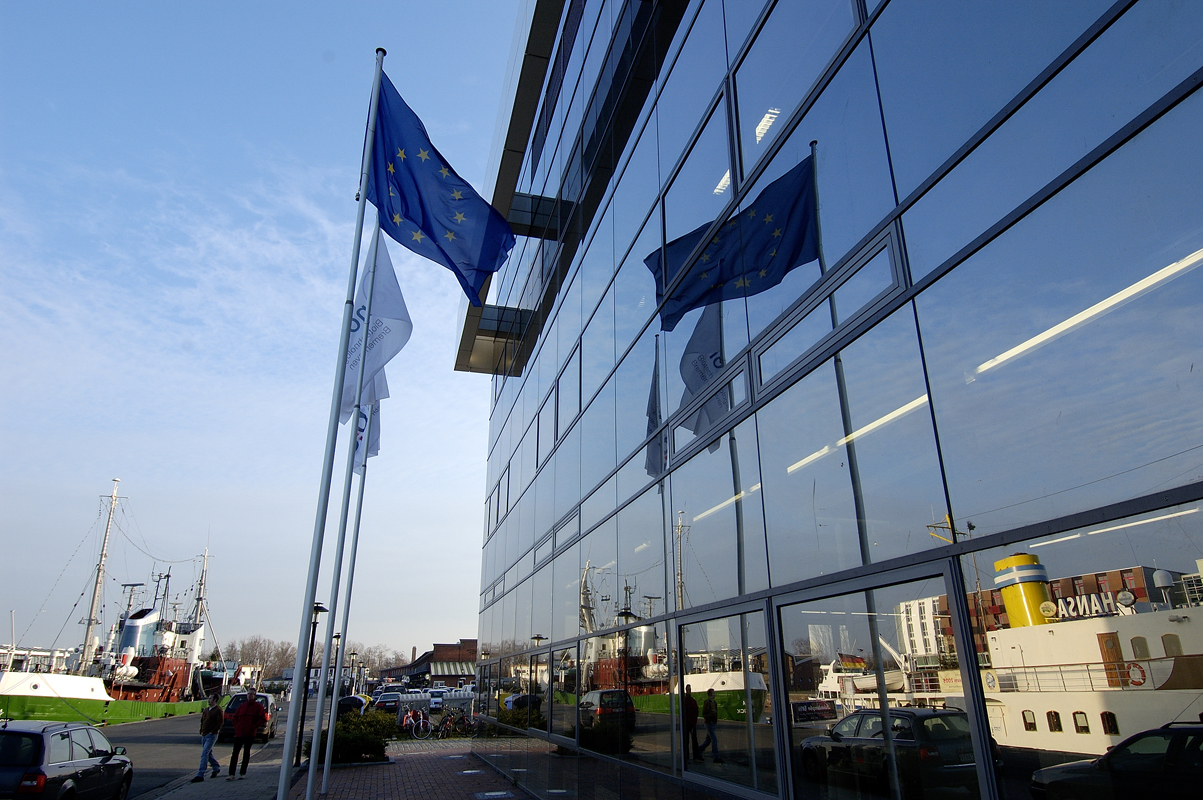
Das Hauptgebäude des ttz Bremerhaven am Fischkai 1 im Fischereihafen Bremerhaven, Deutschland.

Das Technologie-Transfer-Zentrum Bremerhaven (ttz Bremerhaven) ist ein Forschungsdienstleister mit Sitz in Bremerhaven. 1987 wurde das ttz Bremerhaven als eigenständiger Verein gegründet. Internationale Fachleute verschiedener Fachdisziplinen arbeiten in Bremerhaven in den Bereichen Lebensmitteltechnologie und Ressourceneffizienz.

## Struktur
Das ttz Bremerhaven hat die Rechtsform eines eingetragenen Vereins. Der vollständige Name lautet „Verein zur Förderung des Technologietransfers an der Hochschule Bremerhaven e. V.“. Vorstandsvorsitzender ist Jörg Peters. Zu den Vereinsmitgliedern gehören:
- die Freie Hansestadt Bremen,
- die Hochschule Bremerhaven und
- die Seestadt Bremerhaven.

Das ttz Bremerhaven finanziert sich zu zirka 90 % aus Drittmitteln der Wirtschaft und internationalen, europäischen und nationalen Forschungsprojekten. Das Land Bremen zahlt eine Grundförderung von 684.000 € im Jahr.

## Kernarbeitsbereiche
- Aquakultur
- Ballastwasser
- Bioverfahrenstechnik/Lebensmitteltechnologie
- Bäckerei- und Getreidetechnologie
- Sensorik
- Molekulargastronomie
- Molekulargenetik
- Analytik
- Integrierte Wasser- und Abwassertechnologien
- Nachhaltiges Landschafts-/Ressourcen- und Energiemanagement
- Organisation und Software
- Gesundheitstechnologie
- Projektmanagement
- Minimalinvasive Chirurgie
- Blutdruckmessung
- Medizinische Informations- und Kommunikationstechniken

## Forschungsinfrastruktur
Auf einer Technikumsfläche von über 1.000 Quadratmetern bestehen zwei Technika und verschiedene Labore. Außerdem unterhält das ttz Bremerhaven ein Sensoriklabor mit 10  Prüfkabinen und einer Datenbank mit über 7000 Verbrauchern aus der Region Bremerhaven, Cuxhaven und Bremen.